# Kévin Parsemain
Kévin Marius Parsemain (Le François, 13 febbraio 1988) è un calciatore francese, attaccante del Golden Lion.

## Palmarès

### Club
- U.S. Open Cup: 1

Seattle Sounders: 2014
- MLS Supporters' Shield: 1

Seattle Sounders: 2014

### Individuale
- Capocannoniere della CONCACAF Gold Cup: 1

2017 (3 reti)